# Сертан (Каштелу-Бранку)
Сертан (порт.  Sertã; [sɨɾ'tɐ̃]) — посёлок городского типа в Португалии, центр одноимённого муниципалитета в составе округа Каштелу-Бранку. Численность населения — 5,5 тыс. жителей (посёлок), 16,7 тыс. жителей (муниципалитет). Посёлок и муниципалитет входит в экономико-статистический регион Центр и субрегион Пиньял-Интериор-Сул. По старому административному делению входил в провинцию Бейра-Байша.
Покровителем посёлка считается Апостол Пётр (порт. São Pedro).
Праздник посёлка — 24 июня.

## Расположение
Посёлок расположен в 53 км на запад от адм. центра округа города Каштелу-Бранку.
Муниципалитет граничит:
- на севере — муниципалитет Пампильоза-да-Серра
- на северо-востоке — муниципалитет Олейруш
- на востоке — муниципалитет
- на юго-востоке — муниципалитет Проенса-а-Нова
- на юге — муниципалитеты Масан, Вила-де-Рей
- на юго-западе — муниципалитет
- на западе — муниципалитет Феррейра-ду-Зезере
- на северо-западе — муниципалитеты Фигейро-душ-Виньюш, Педроган-Гранде

## История
Посёлок основан в 1455 году.

## Районы
В муниципалитет входят следующие районы:
1. Кабесуду
2. Карвальял
3. Каштелу
4. Сернаше-ду-Бонжардин
5. Кумеада
6. Эрмида
7. Фигейреду
8. Мармелейру
9. Нешперал
10. Пальяйш
11. Педроган-Пекену
12. Сертан
13. Тровишкал
14. Варзеа-душ-Кавалейруш

## Фотогалерея

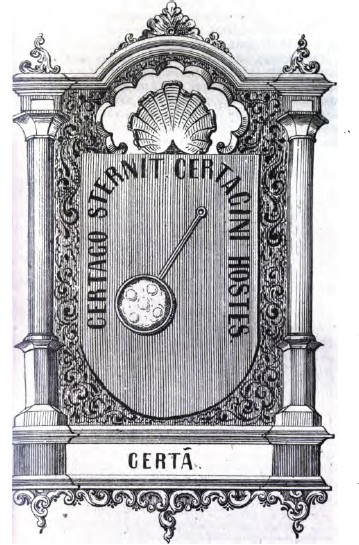
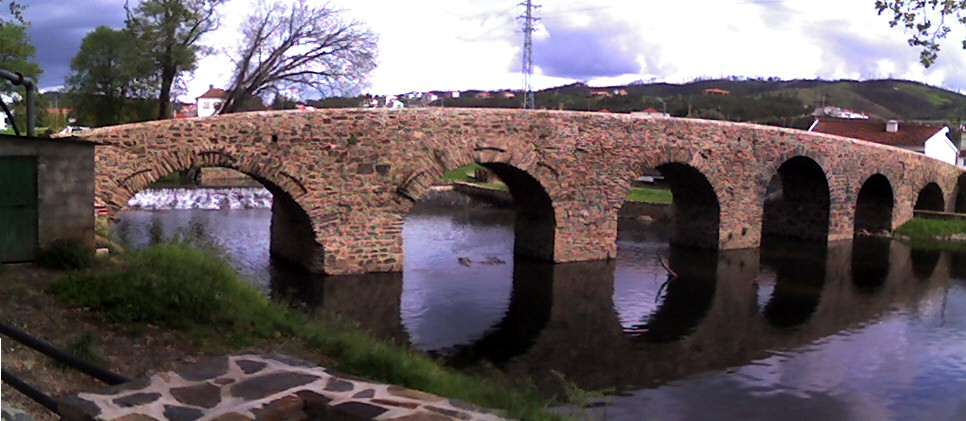
Мост
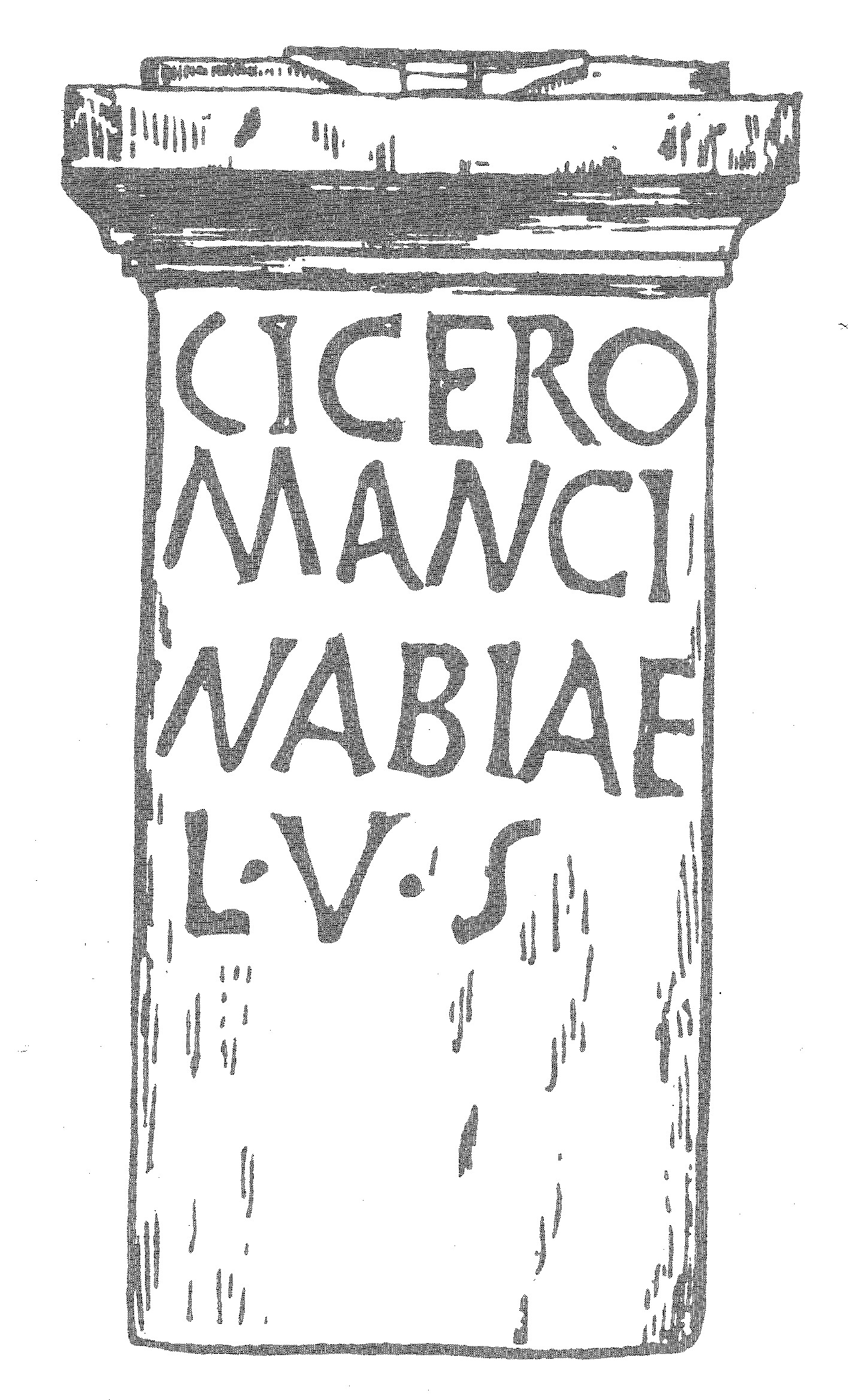
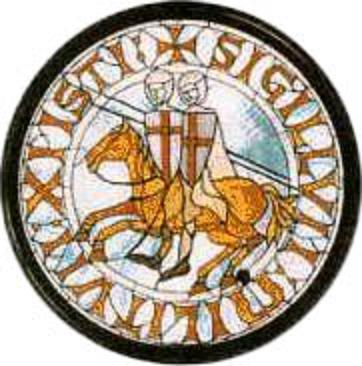
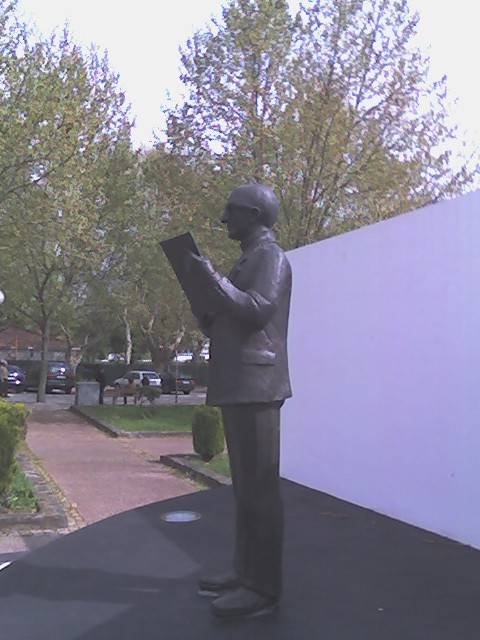
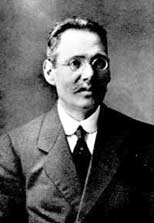
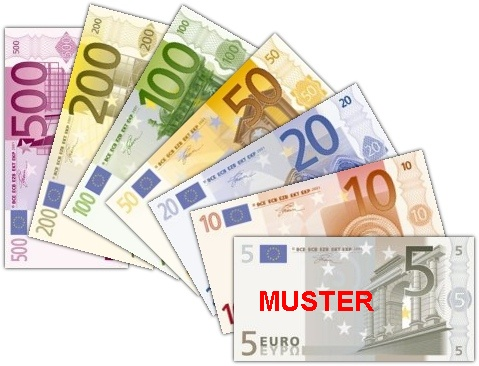
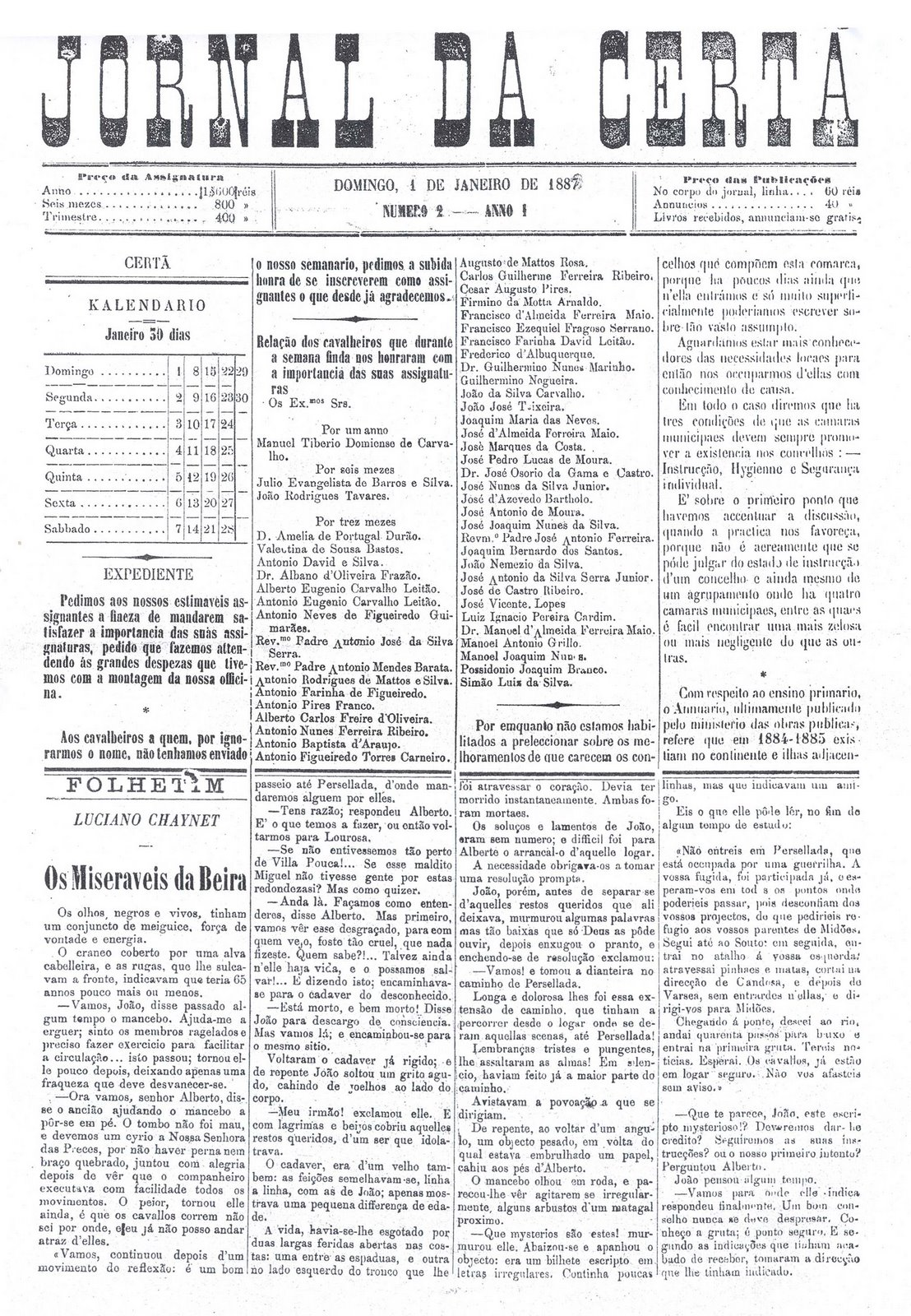
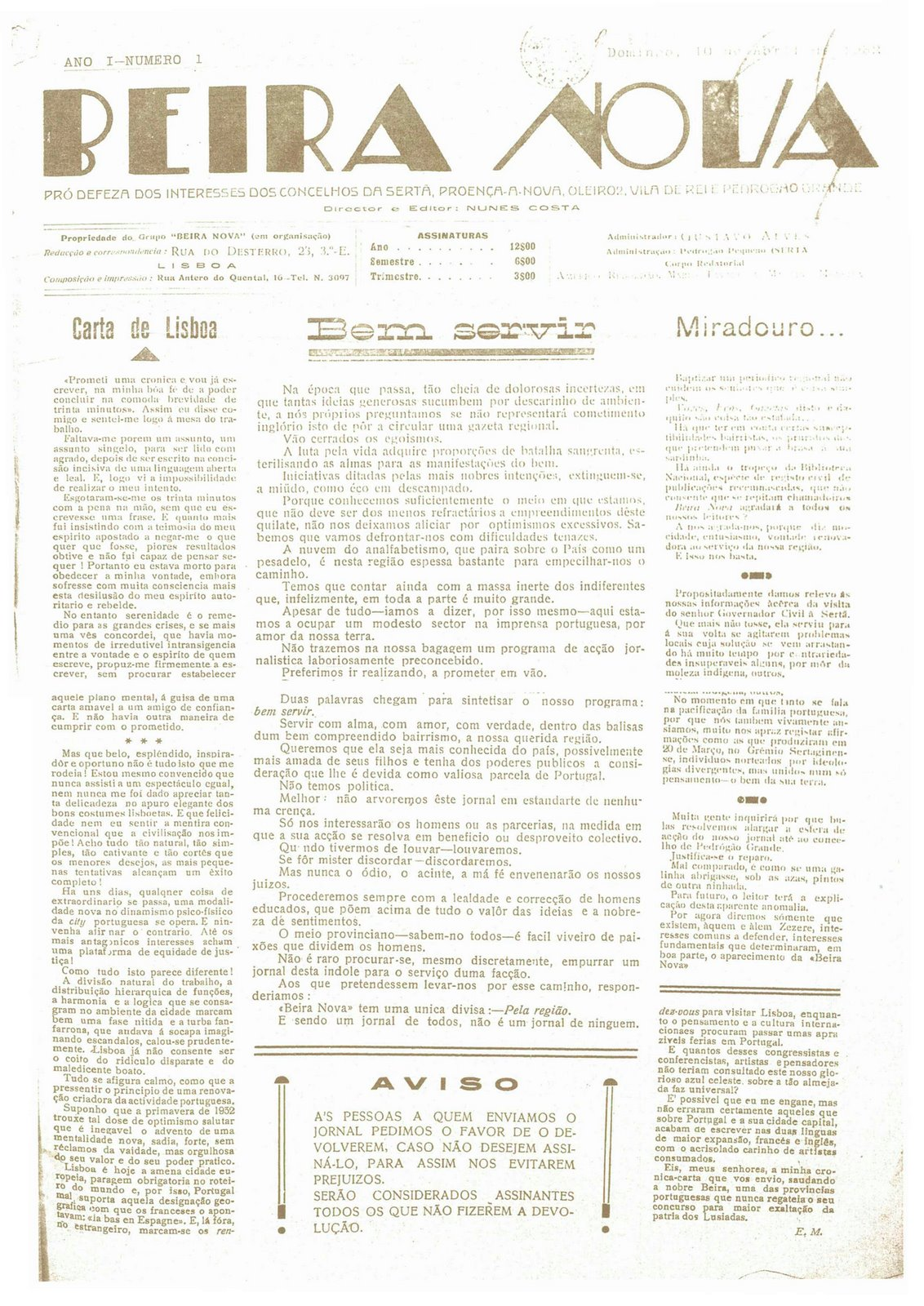
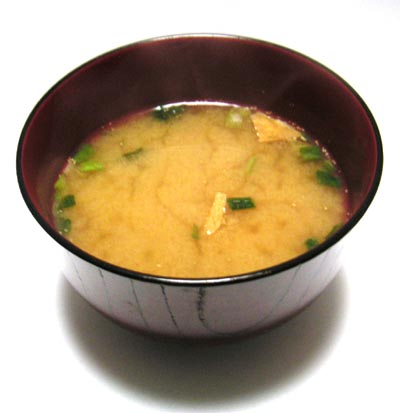
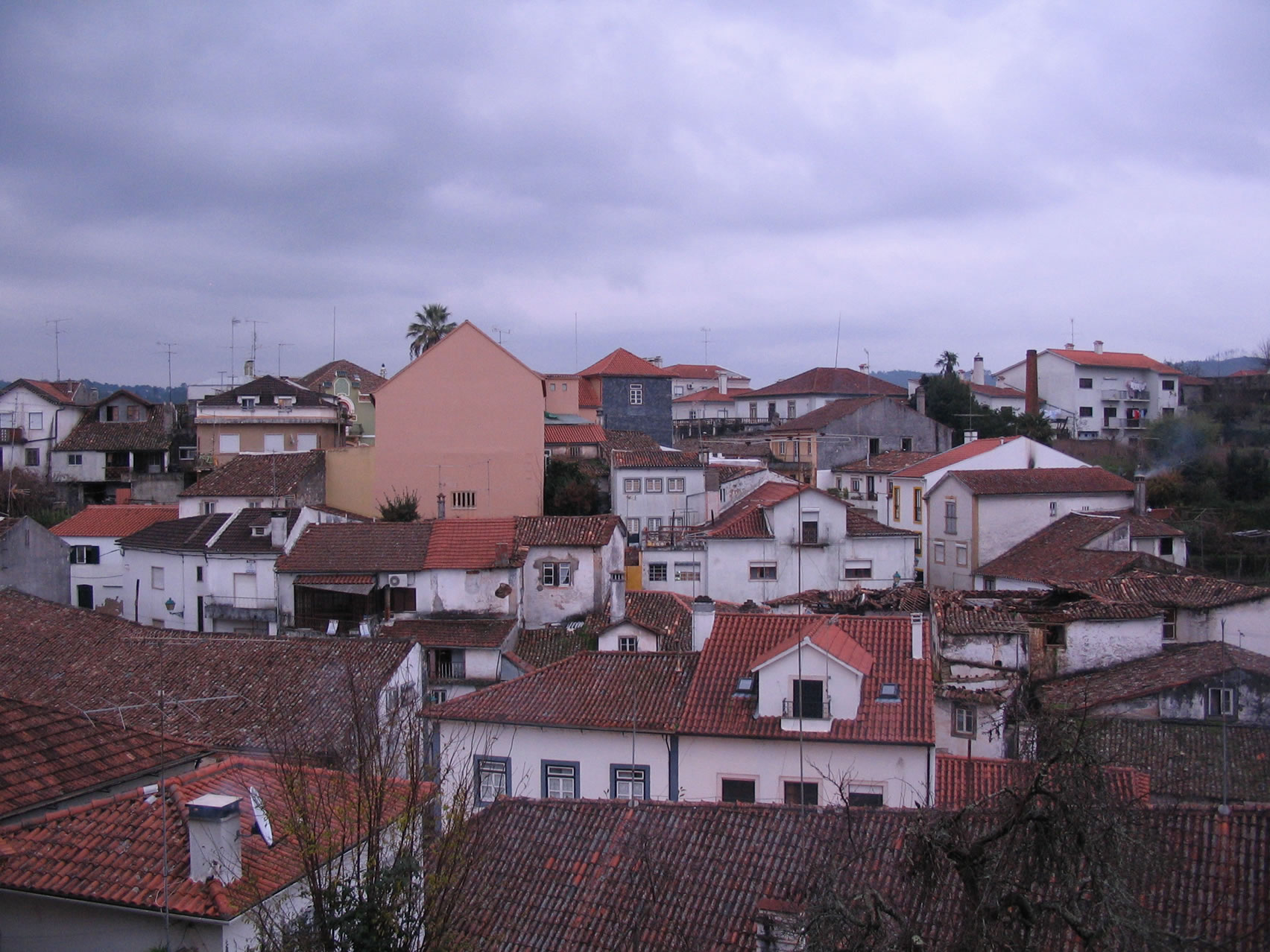
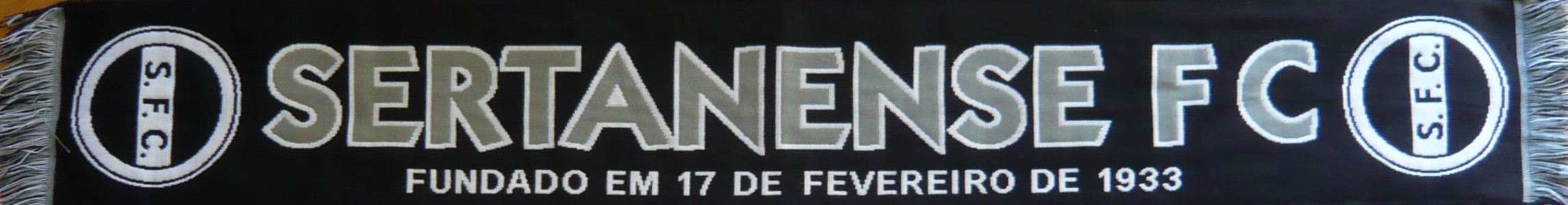
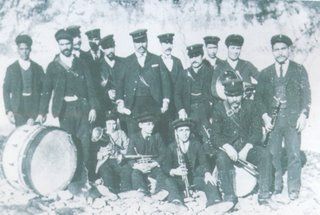
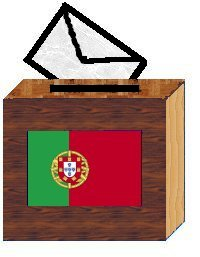
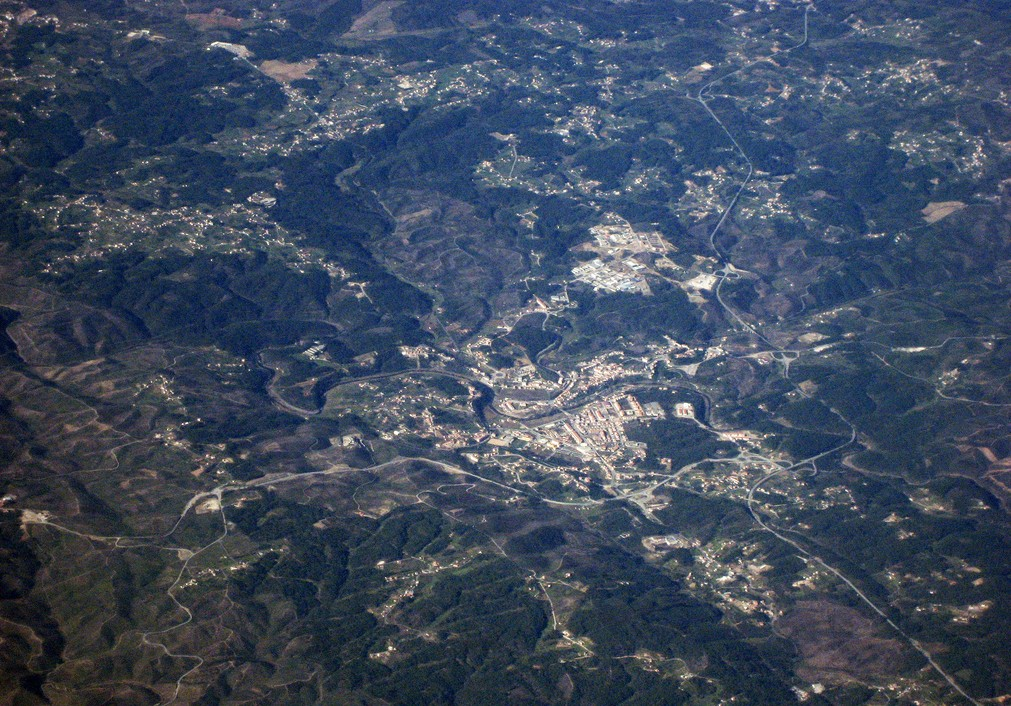
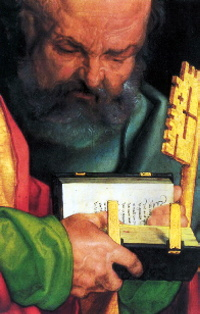
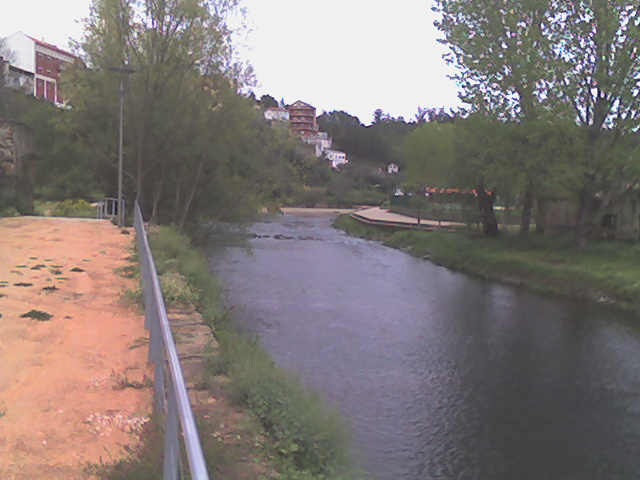
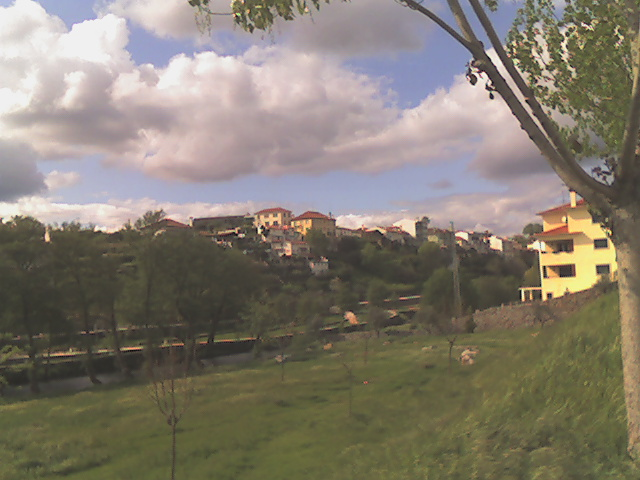
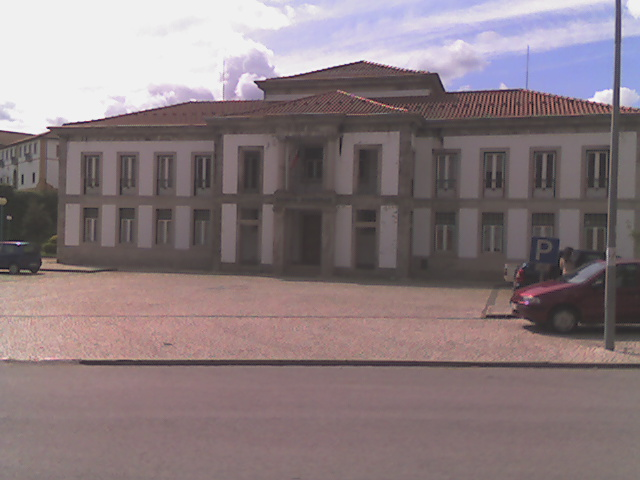
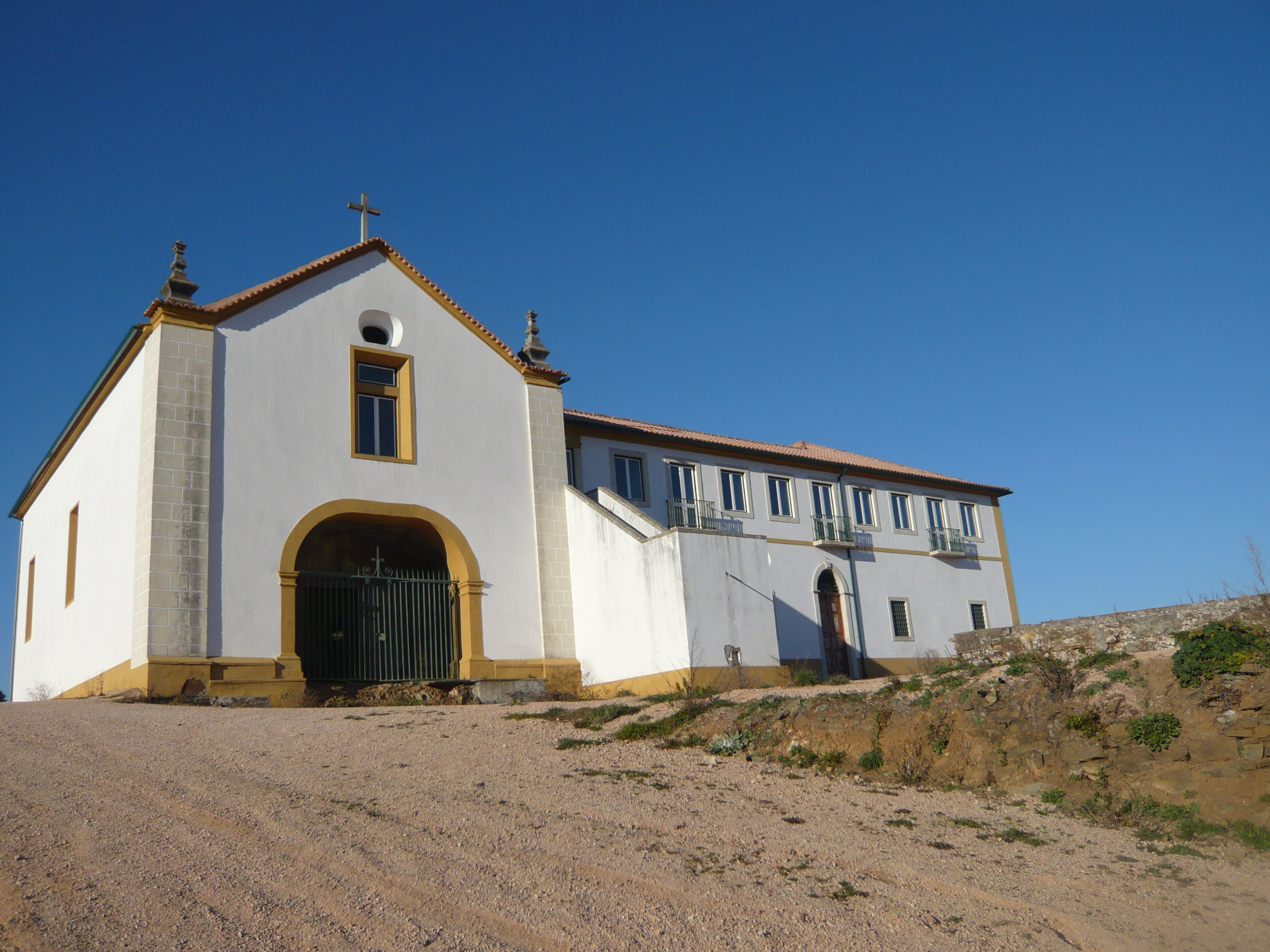
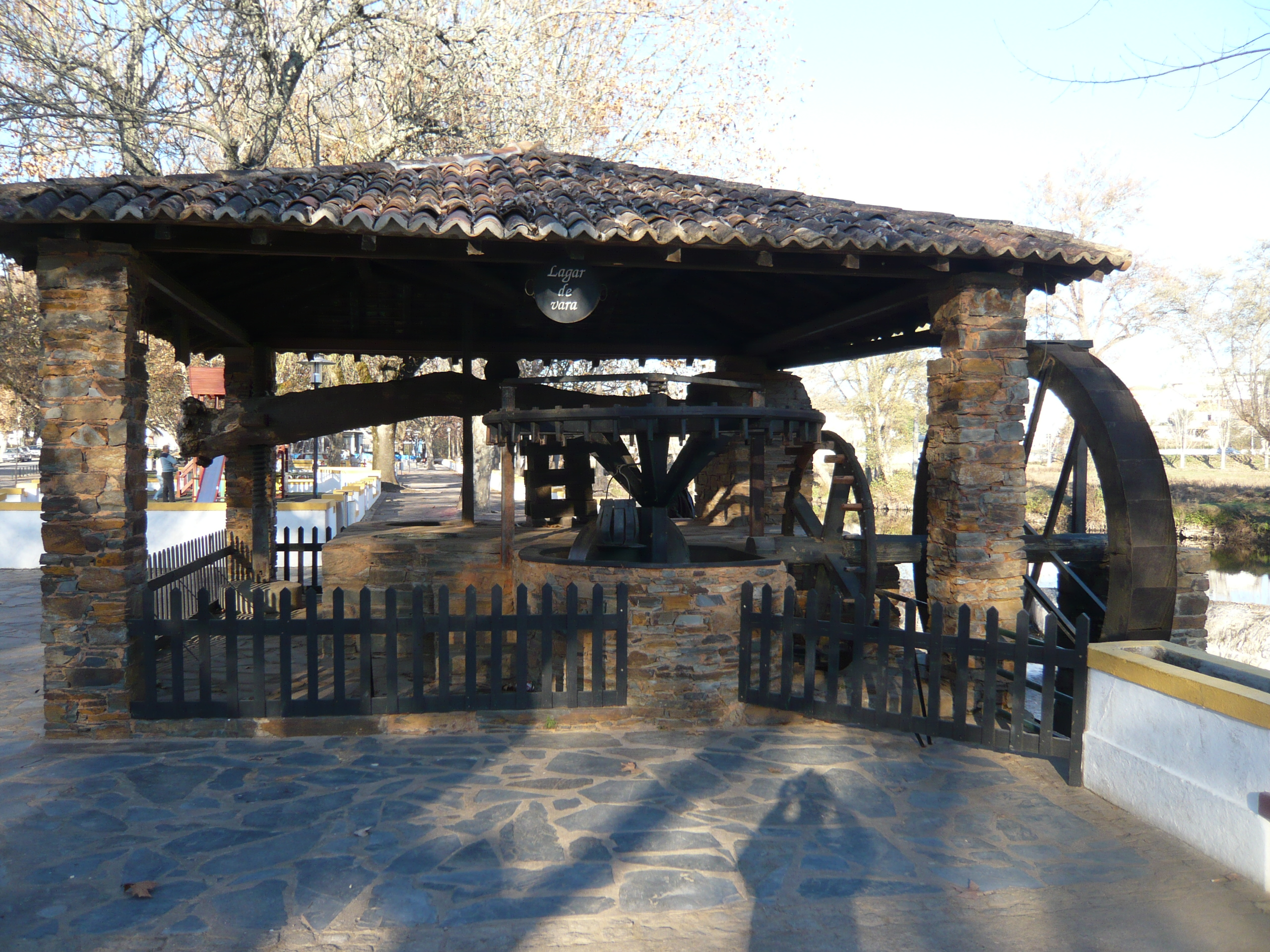
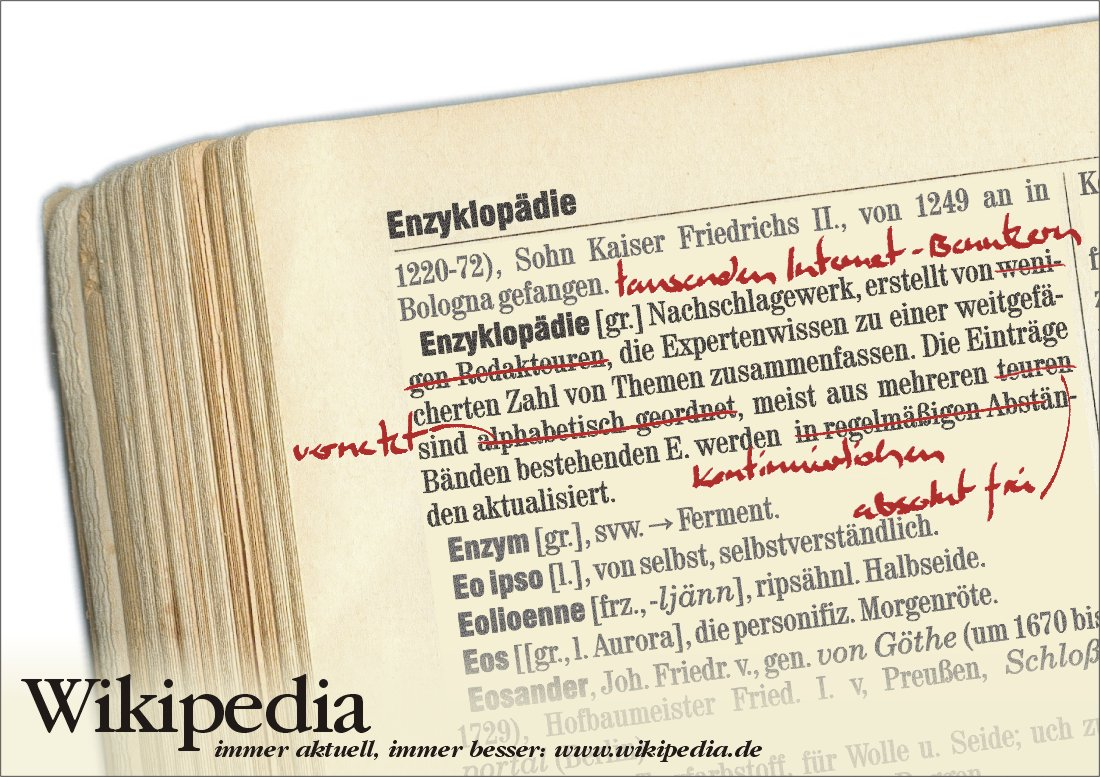